# Reino Valkama
Reino Valkama (4 de abril de 1906 – 9 de agosto de 1962) fue un actor teatral y cinematográfico finlandés. 

## Biografía
Su nombre completo era Reino Adolf Valkama, y nació en Tampere, Finlandia, siendo sus padres Adolf Valkama y Matilda Siren. Su primer trabajo en el teatro llegó en Jyväskylä, en el Työväen Teatteri, donde dirigió entre 1927 y 1928. Después pasó cuatro años en el Lahden Teatteri, en Lathi. A lo largo de la década de 1930 trabajó también durante períodos de dos años en teatros de Mikkeli y Joensuu.
Valkama fue actor en el Helsingin Kansanteatteri, en Helsinki, en 1938 y 1939, participando en obras como Nummisuutarit, Matkan pään y Liekin.
En el año 1939 Valkama ingresó en la compañía productora Suomi-Filmi, siendo uno de los actores más activos de la misma, haciendo principalmente papeles de reparto, como el de Ape Keto en Hätävara (1939), su primera película. Su papel cinematográfico más conocido fue el de Ville Romppainen, que interpretó en tres ocasiones, en 1941 (Ryhmy ja Romppainen), 1943 y 1952. En esas películas le acompañaba Oiva Luhtala como el sargento Kalle Ryhmynä. También interpretó en tres películas a otro personaje, el Capitán Vehmer, siendo el protagonista de las mismas Joel Rinne. 
La carrera de Valkama en el cine duró 22 años, con un total de unas 70 películas. De entre sus papeles cómicos destacan el de Eusebius Winterloo en Linnaisten vihreä kamari (1945), el de Jaska en Omena putoaa (1952), y el de Lystikäs en Lumikki ja 7 jätkää (1953).
Valkama, que también tuvo una notable carrera en el radioteatro, recibió por su trayectoria la Medalla Pro Finlandia en el año 1957.
Desde 1930 hasta su muerte, Valkama estuvo casado con la actriz y cantante Irja Nissinen, con la que tuvo una hija, la actriz Ritva Valkama. Es su nieta la actriz Emmi Parviainen.
Reino Valkama falleció a causa de un infarto agudo de miocardio en Helsinki en 1962. Tenía 56 años de edad. Fue enterrado en el Helsinki, en el Cementerio de Malmi (bloque 9, fila 22, tumba 747).

## Filmografía (selección)
- 1939 : Hätävara
- 1939 : Avoveteen
- 1939 : Punahousut
- 1940 : Kyökin puolella
- 1940 : Poikani pääkonsuli
- 1941 : Viimeinen vieras
- 1941 : Morsian yllättää
- 1941 : Ryhmy ja Romppainen
- 1942 : Neljä naista
- 1942 : Kuollut mies rakastuu
- 1943 : Jees ja just
- 1943 : Tositarkoituksella
- 1944 : Kuollut mies vihastuu
- 1945 : Linnaisten vihreä kamari
- 1945 : Kolmastoista koputus
- 1946 : Loviisa – Niskavuoren nuori emäntä
- 1948 : Hormoonit valloillaan
- 1949 : Kalle-Kustaa Korkin seikkailut
- 1951 : Kesäillan valssi
- 1952 : Omena putoaa
- 1952 : Kuollut mies kummittelee
- 1952 : "Jees, olympialaiset", sanoi Ryhmy
- 1953 : Lumikki ja 7 jätkää
- 1954 : Kasarmin tytär
- 1955 : Näkemiin Helena
- 1955 : Ryysyrannan Jooseppi
- 1957 : Vääpeli Mynkhausen
- 1961 : Nuoruus vauhdissa